# Hồ Solina
 Hồ Solina (tiếng Ba Lan: Jezioro Solińskie) là một hồ nhân tạo ở vùng núi Bieszczady, chính xác hơn là nằm ở hạt Lesko của Subcarpathian Voivodship của Ba Lan. Tọa độ của nó là 49°22′27″B 22°27′8″Đ / 49,37417°B 22,45222°Đ.
Hồ được xây dựng vào năm 1968 bằng cách xây dựng đập Solina trên sông San. Nó có diện tích 22 km² và chứa 472 000 000 m³ nước, làm cho nó trở thành hồ nhân tạo lớn nhất của Ba Lan.
Đây là điểm thu hút khách du lịch nổi tiếng nhất của khu vực, với những ngôi làng ven biển như làng Solina, làngMyczkowce và làng Polańchot. Nơi đây phục vụ cho những người đam mê các môn thể thao dưới nước. Độ sâu thăm thẳm của hồ, nước trong vắt và phong cảnh núi non khiến nó trở thành một điểm đến rất phổ biến cho những người yêu thích các hoạt động chèo thuyền. Vì những phẩm chất này, hồ được đặt biệt danh là "Biển Bieszczady".
Bắt đầu từ những năm 1970, Wojewódzkie Przingsiębiorstwo Turystyczne (Doanh nghiệp Du lịch Nhà nước) "Bieszczady" đã mua một số tàu cho hồ và thành lập Hạm đội Trắng của hồ. Các tàu chính của hạm đội cung cấp du thuyền trên hồ. 

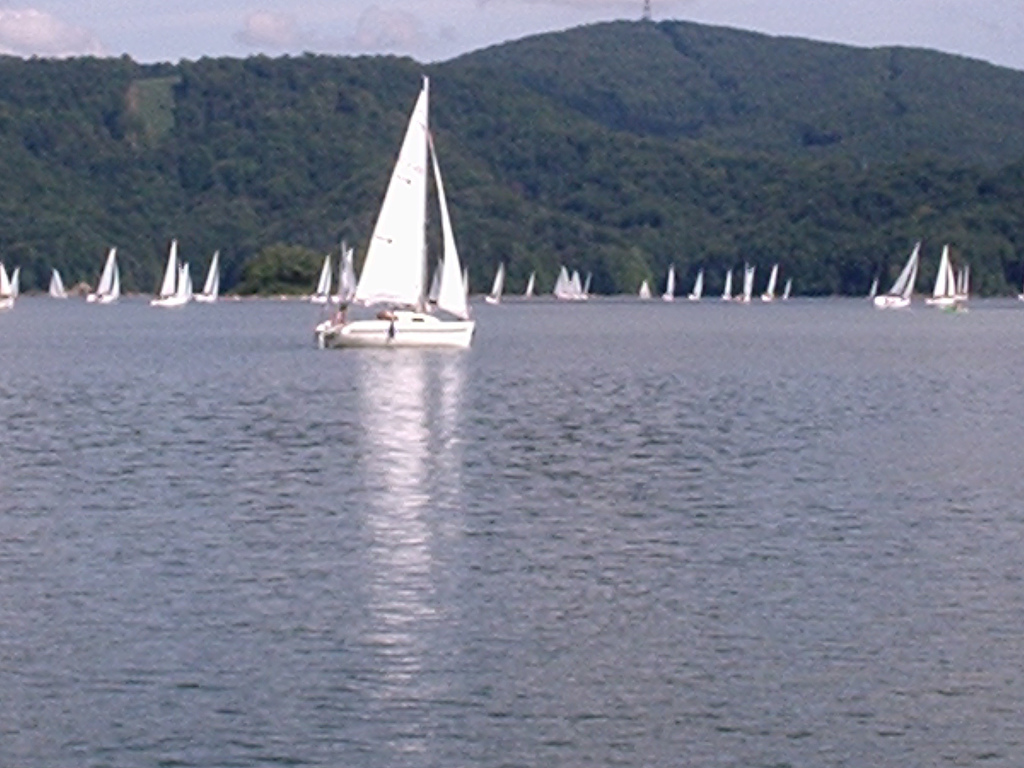
Thuyền buồm trên hồ.